# قنطرة (الباب)
قنطرة  قرية سوريّة تتبع إداريّاً لمحافظة حلب منطقة الباب ناحية الراعي، بلغ تعداد سكانها 465 نسمة حسب التعداد السكاني لعام 2004.